# Daun
Daun település Németországban, Rajna-vidék-Pfalz tartományban. Lakosainak száma 8220 fő (2023. december 31.).

## Fekvése
A Vulkanische Eifel-hegység középpontjában, a Lieser folyócska völgyében, Gerolsteintől keletre, egy bazaltkúp talaján fekvő település.

## Leírása
A várfalakon belül, a Burgbergen az 1712-ben épült egykori kurtrieri hivatali épület (Amsthaus) és a kis evangélikus templom.
A településtől délre található egy szénsavas forrás (Dauner Spure), melynek víze gyógyászati célra, ivókúrára ajánlott.
A település környékén található egy híres vulkanikus kürtő ( Dauner Maare) is.

## Galéria

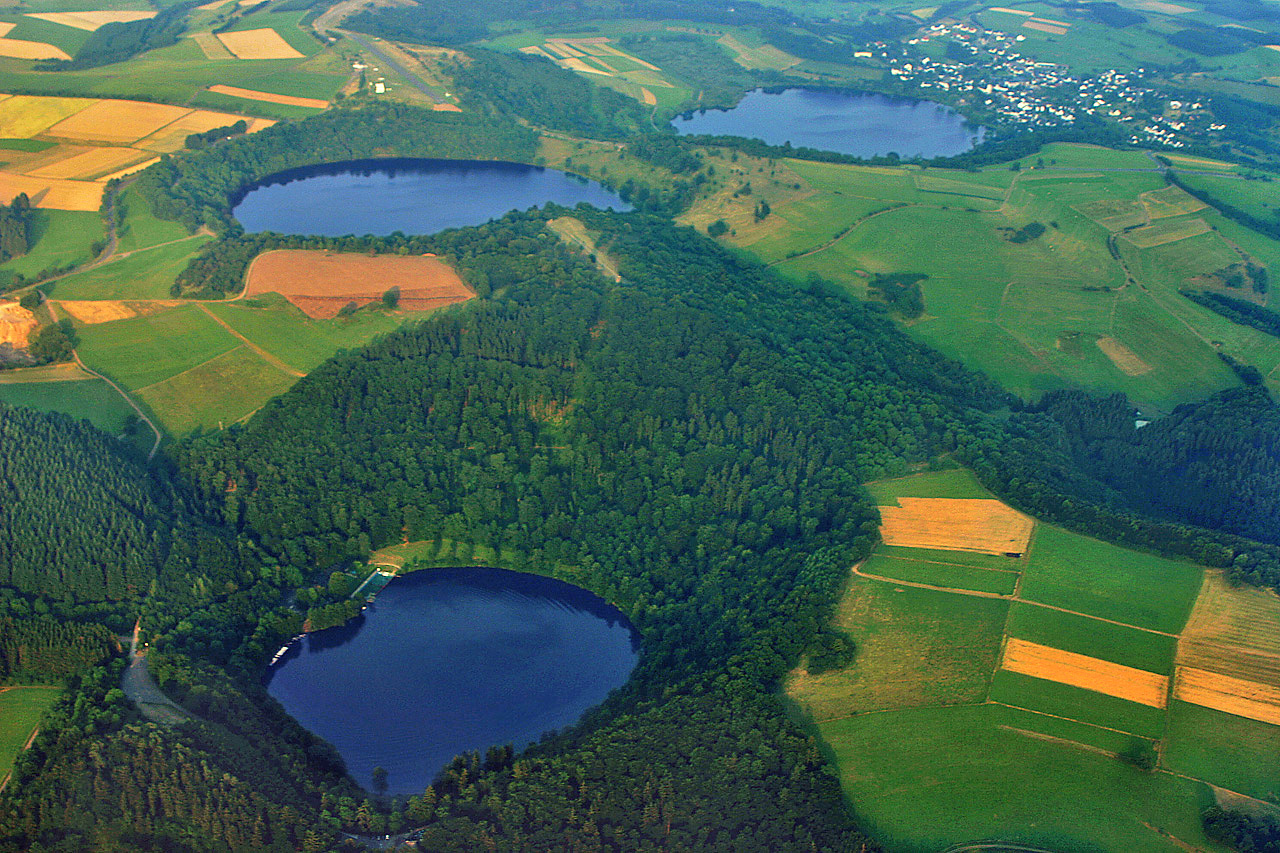
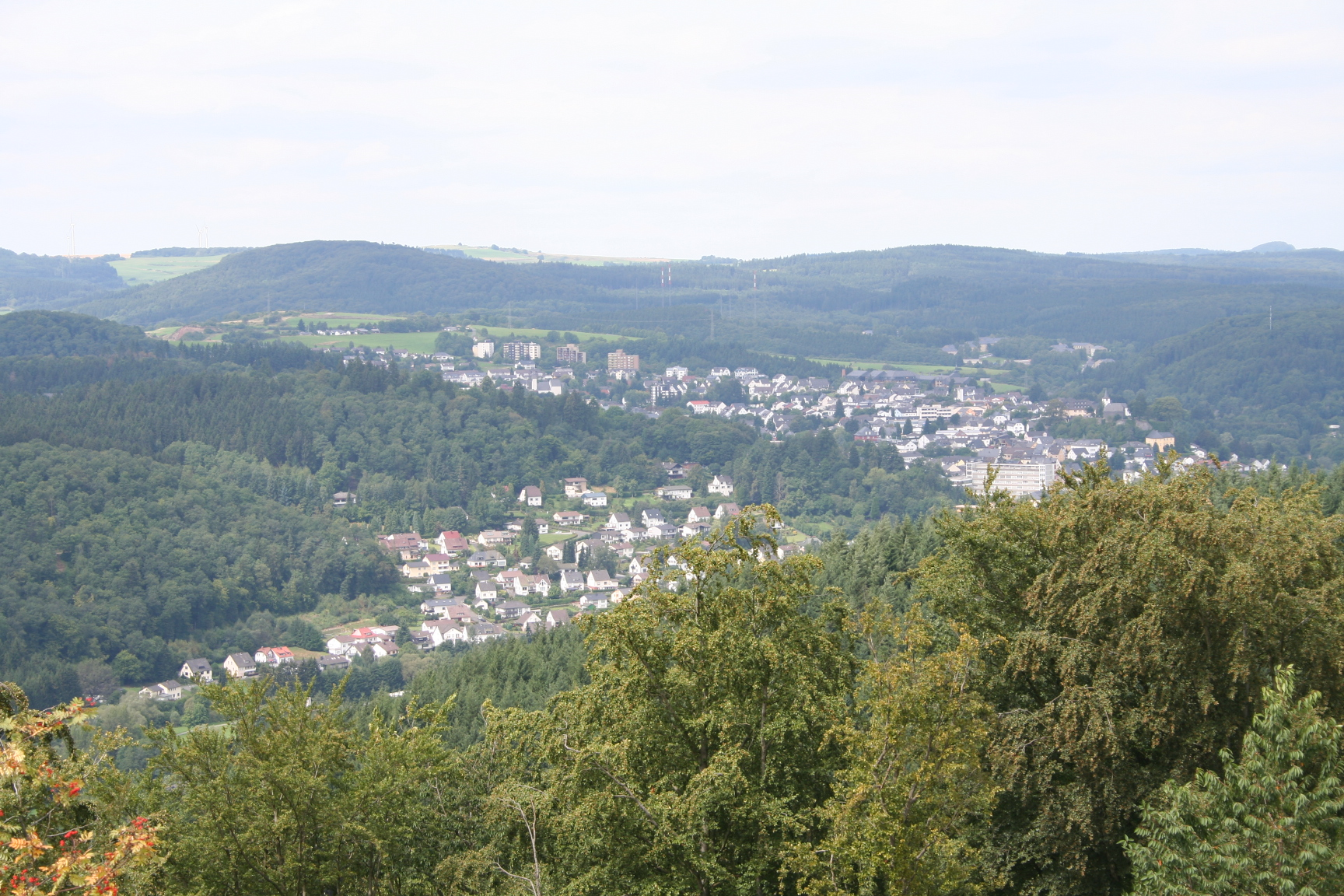
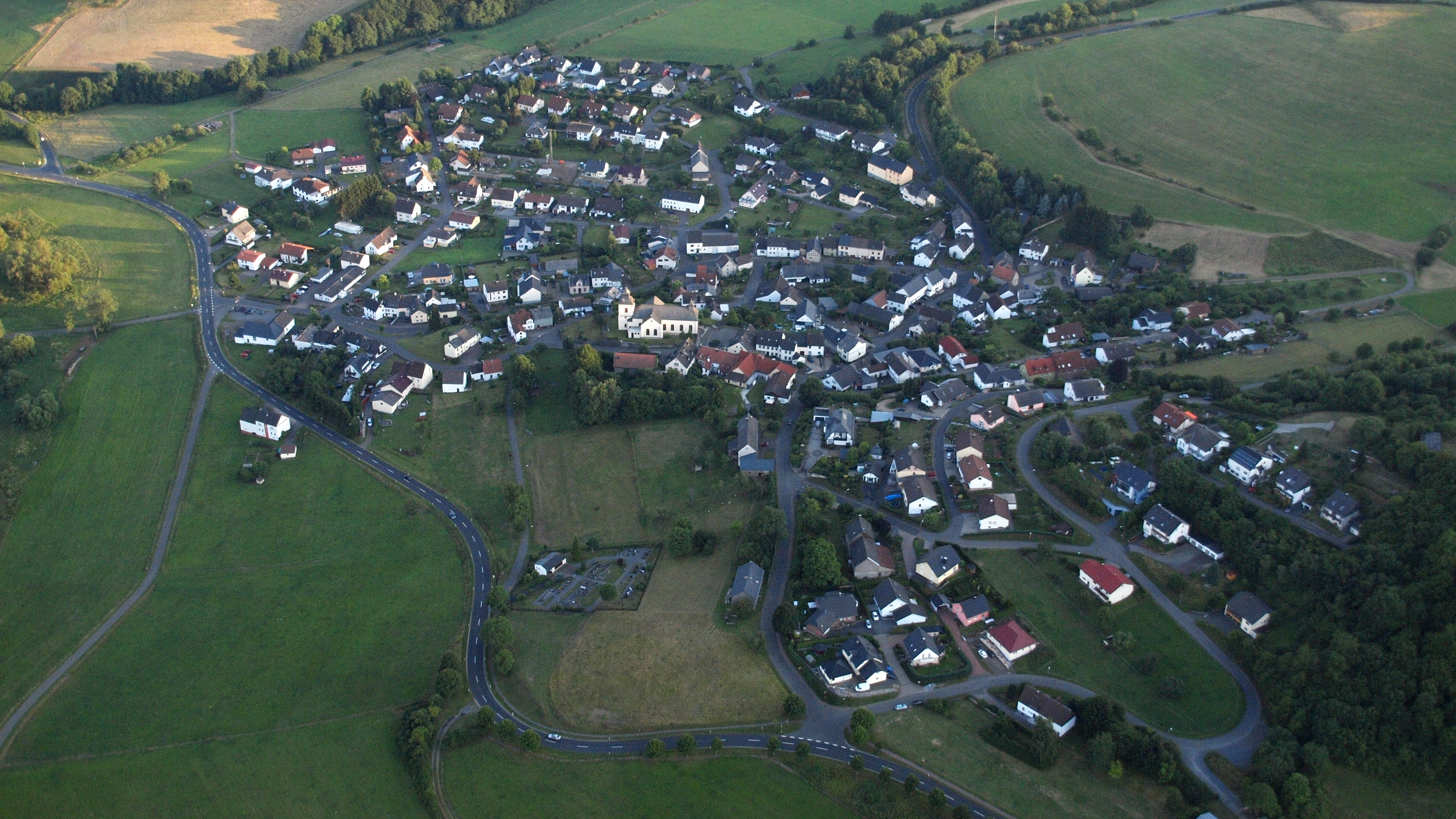
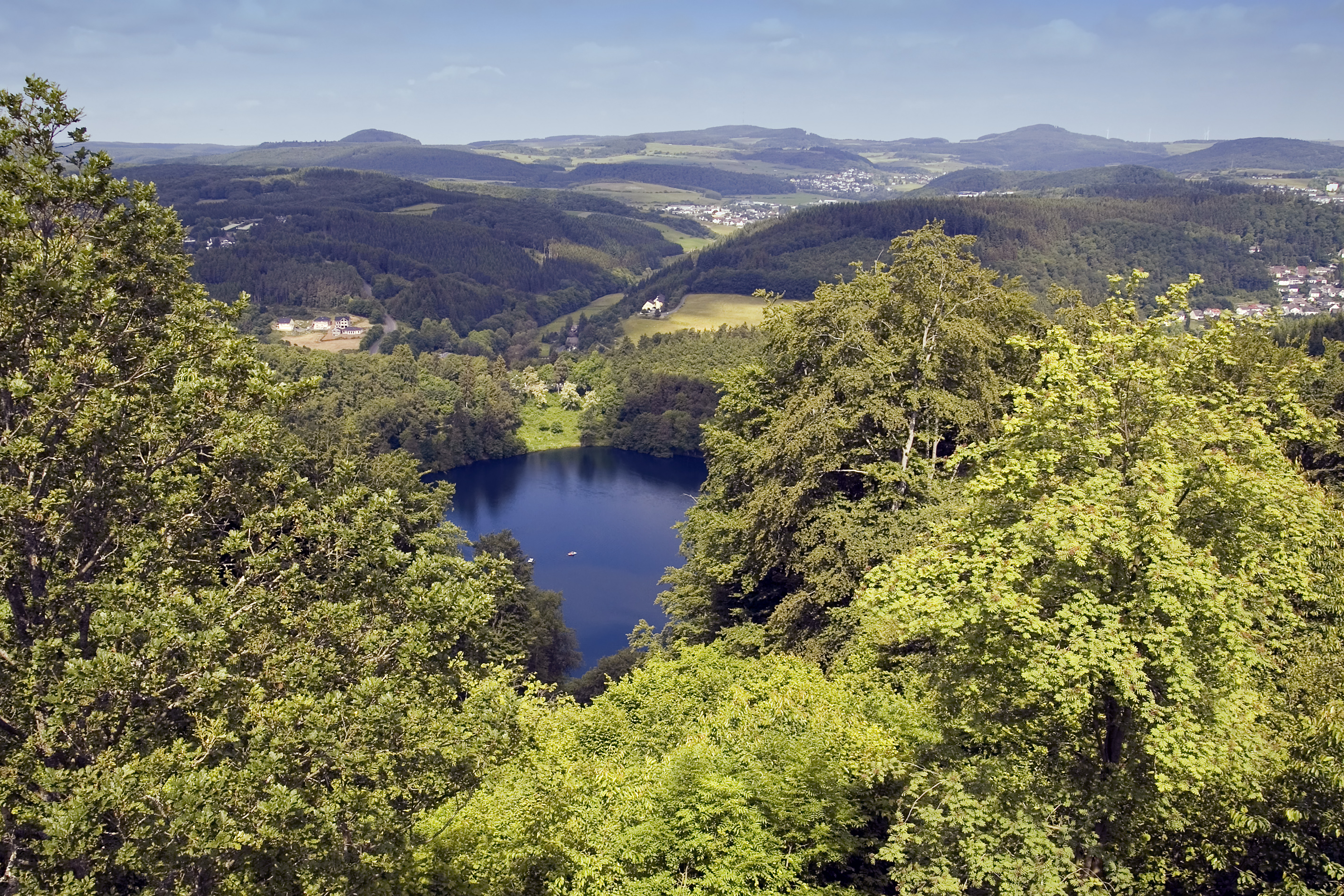
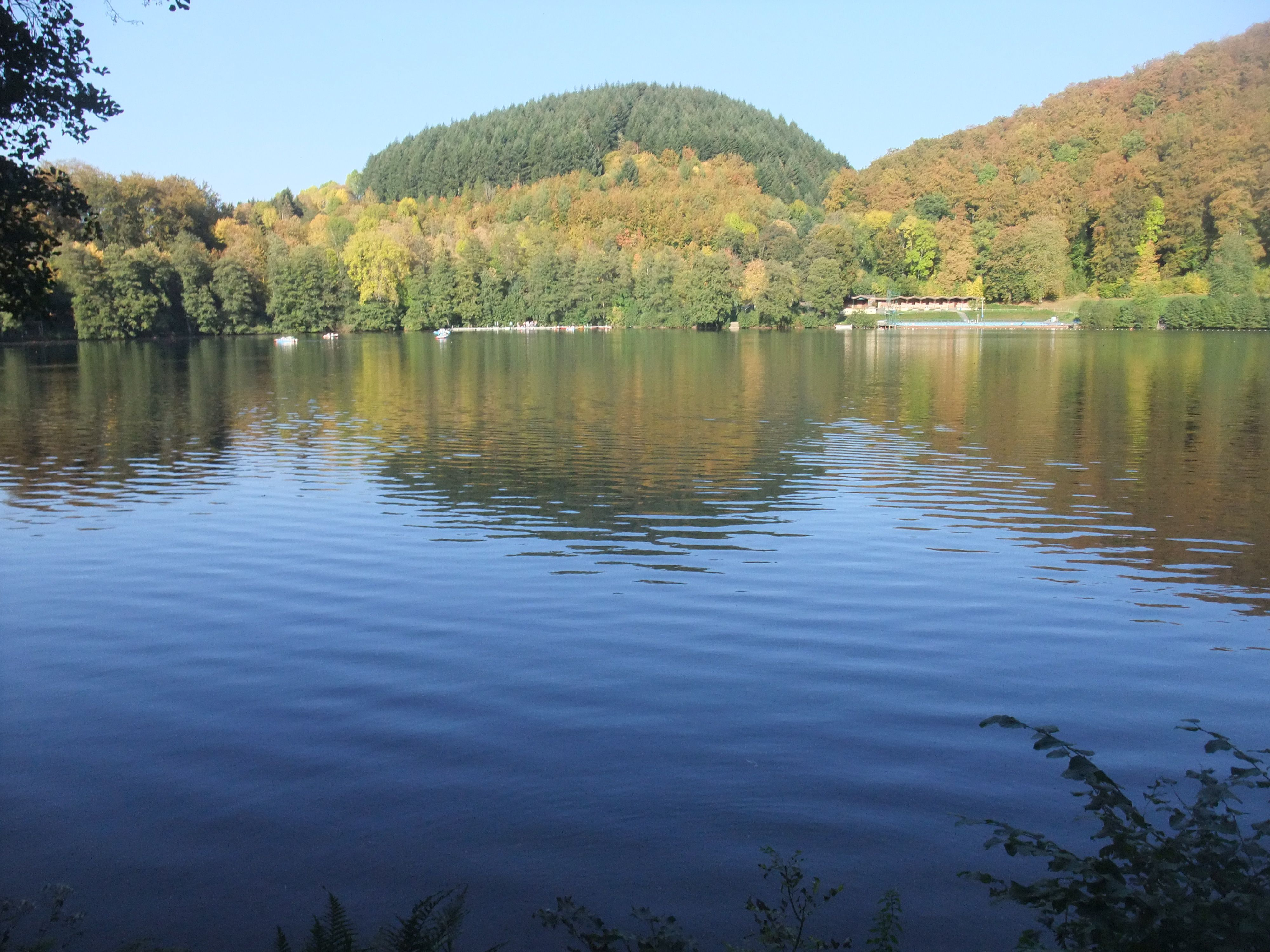
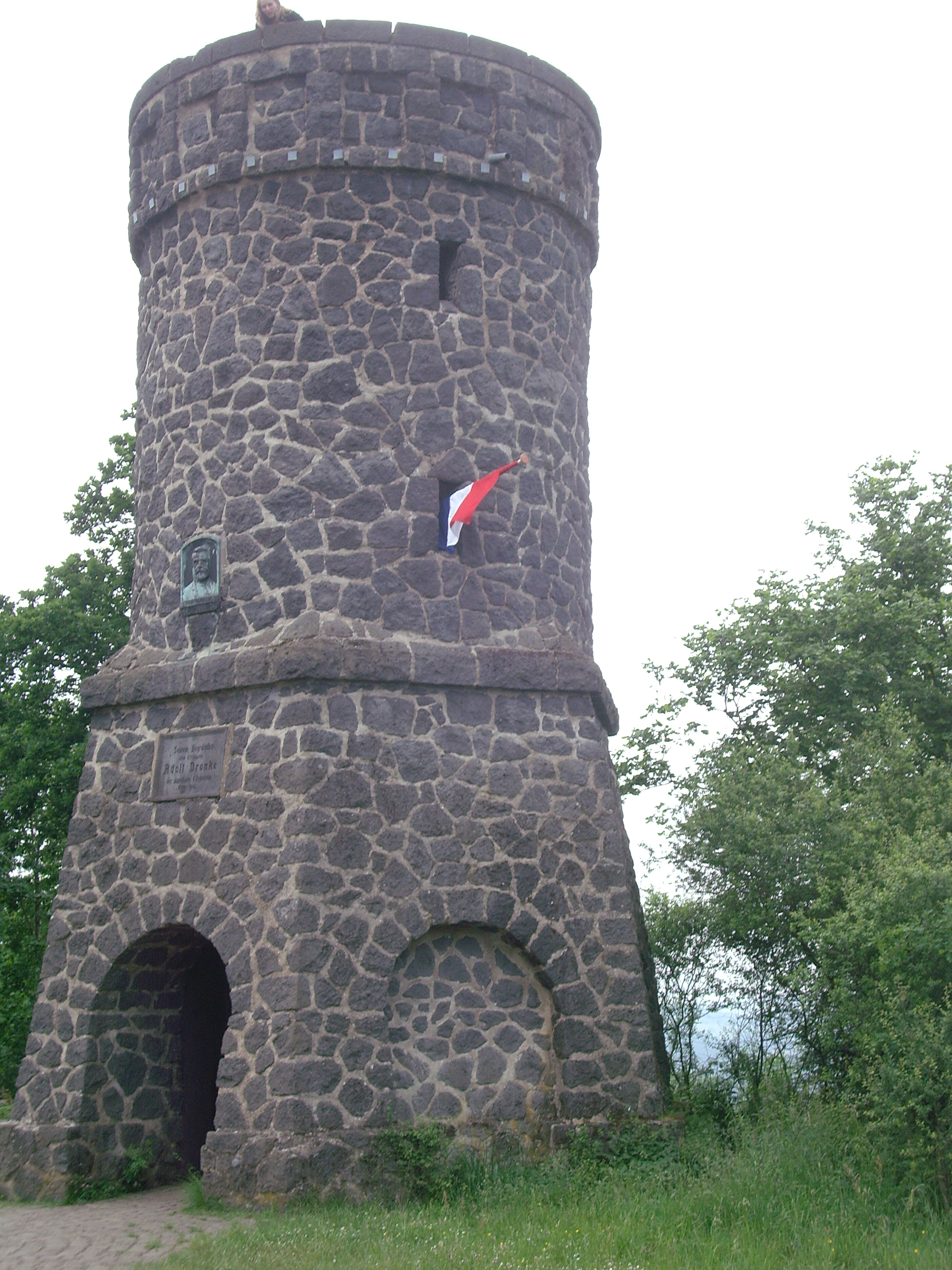
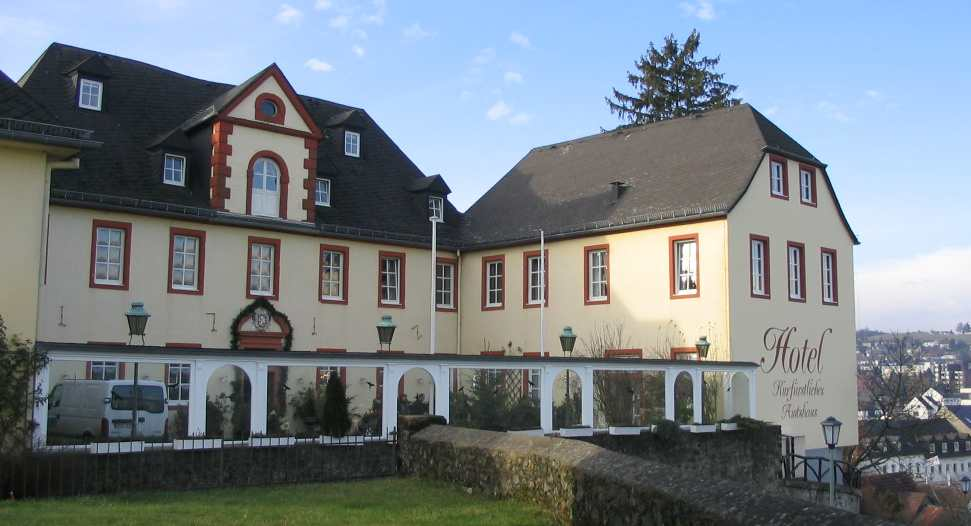
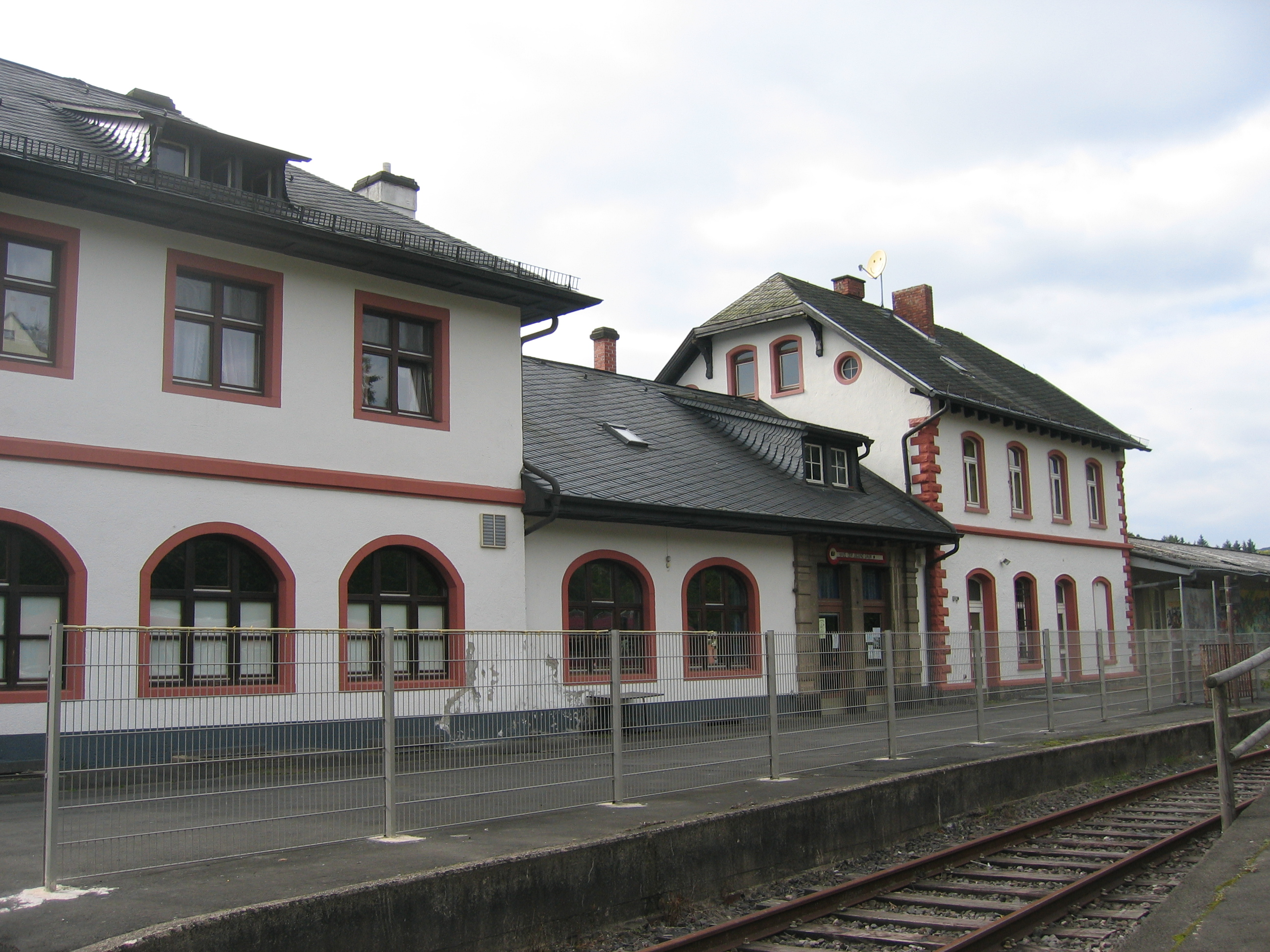
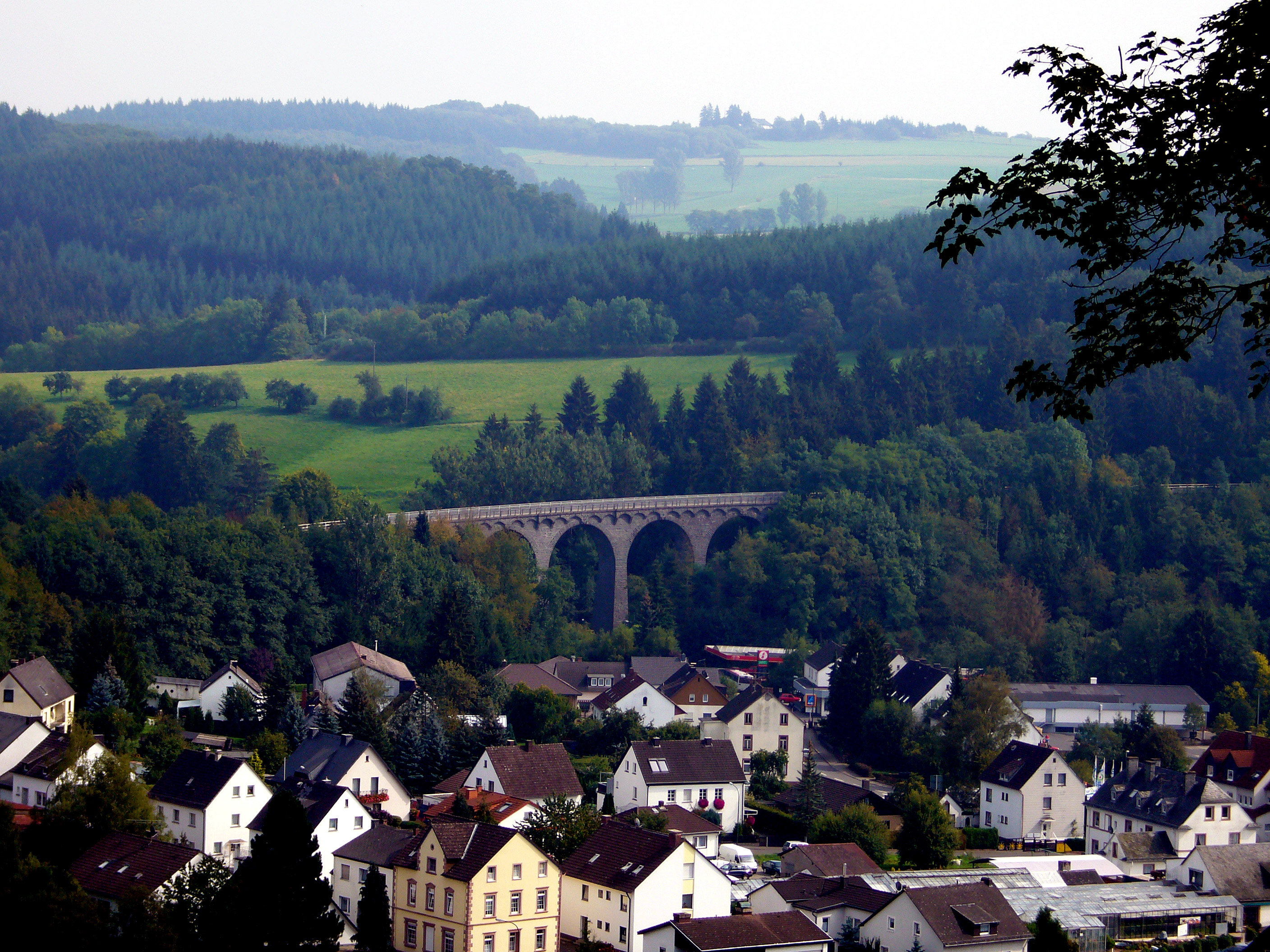
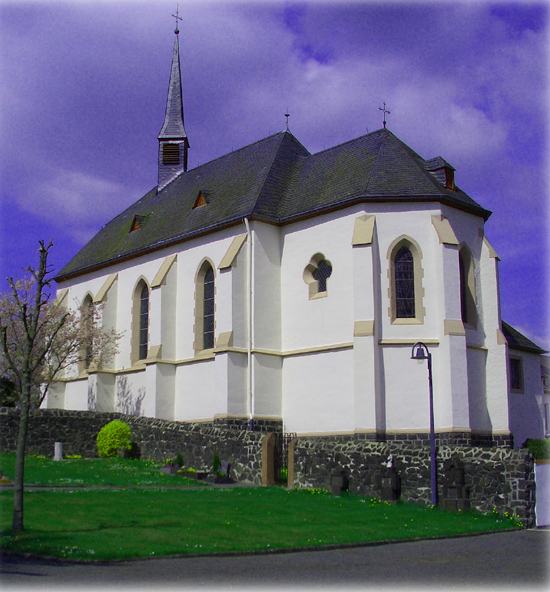
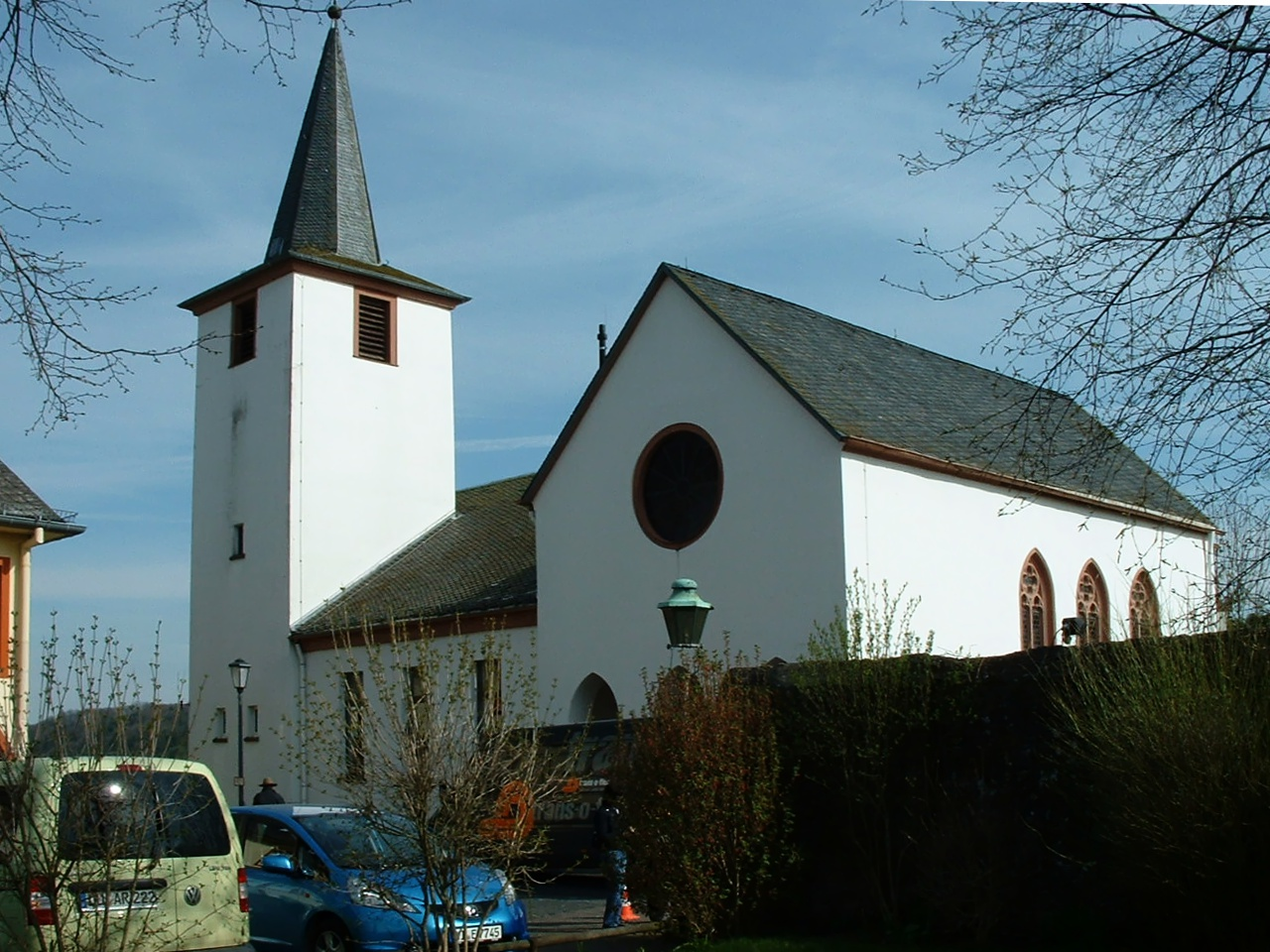
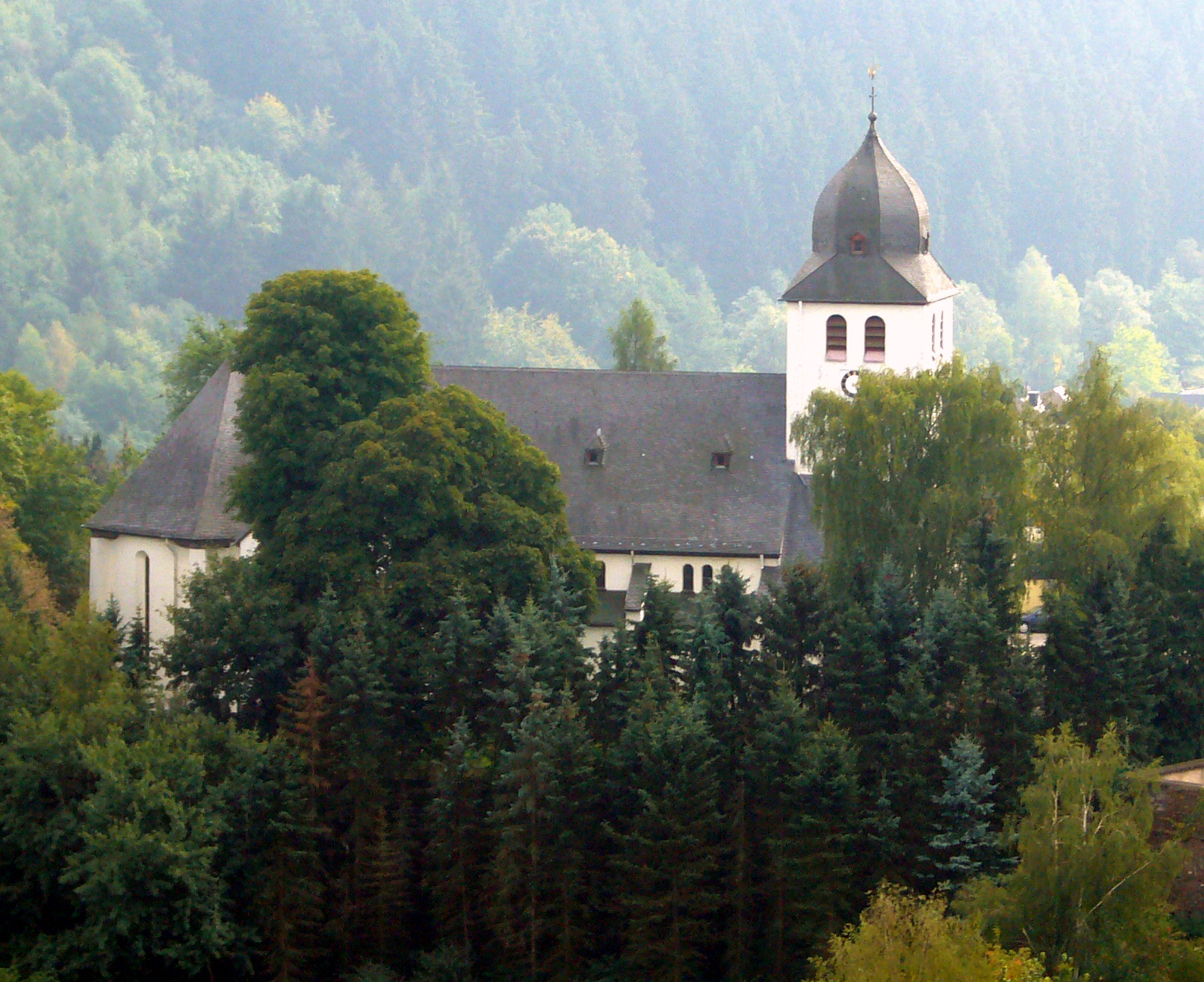